# Église de La Galite
L'église de La Galite, située sur l'île de La Galite en Tunisie, est une église catholique construite en 1923 pendant le protectorat français. Cédée au gouvernement tunisien en 1964, elle est actuellement en ruines.

## Historique de l'église
L'île est inhabitée pendant des siècles jusqu'à ce que des familles italiennes viennent s'y installer au XIXe siècle. Elles vivent de la pêche à la langouste et de la cueillette du corail rouge. D'autres familles arrivent de la péninsule italienne et mettent en valeur l'endroit en y pratiquant l'agriculture et l'élevage. En 1903, l'île est rattachée administrativement au caïdat de Bizerte. Elle compte alors 174 Européens dont 67 Français et 107 Italiens.
Bien que très pieuses, ces familles ne reçoivent que rarement la visite de prêtre. En 1913, ce n'est qu'au bout de plusieurs mois de préparations que Mgr Tournier vient régulariser les situations matrimoniales des adultes et préparer les confirmations des enfants. Faute de lieu de culte, une maison est aménagée le temps de la visite épiscopale. Des planches servent de bancs et une table est convertie en autel. En trois jours, huit mariages sont prononcés ainsi que seize communions, seize confirmations et sept baptêmes. Plus de 120 fidèles se pressent dans le lieu de culte improvisé.
Le succès de cette visite incite son organisatrice à contacter le curé de Tunis, Mgr Jean-Marie Raoul, pour qu'un prêtre puisse être nommé en permanence sur l'île. La promesse obtenue encourage les habitants à construire une église pouvant accueillir dignement les futurs offices.
En 1923, l'archevêque de Carthage, Mgr Alexis Lemaître, débarque à La Galite pour confirmer les enfants de l'île. L'église est alors en voie d'achèvement et on compte deux cents fidèles. Le curé est l'abbé Bourdonnaud qui restera attaché à ses paroissiens toute sa vie au point de demander à être enterré près d'eux après sa nomination à l'église Sainte-Anne de La Pêcherie.
Il faut attendre 1949 pour que les fidèles de La Galite puissent célébrer la venue de Mgr Maurice Perrin. Celui-ci est venu procéder aux confirmations de quarante adultes et adolescents et estimer le coût des réparations du toit de l'église qui s'est effondré. C'est à l'ombre d'une bâche que les offices peuvent se tenir.

## Indépendance de la Tunisie
L'indépendance du pays en 1956 change peu de choses à la vie des habitants. Il n'y a que peu de fonctionnaires français et les habitants vivent toujours de la pêche et de l'agriculture. La nationalisation des terres européennes le 12 mai 1964 change tout. Les habitants sont expulsés de leurs propriétés et sont évacués vers la France. Le modus vivendi signé entre le gouvernement tunisien et le Vatican le 10 juillet 1964 prend acte de cette disparition de la communauté chrétienne de La Galite. Son église est cédée au gouvernement tunisien avec l'assurance qu'elle ne sera utilisée qu'à des fins d'intérêt public compatibles avec son ancienne destination.
L'expulsion de ses occupants européens vide l'île de ses habitants. En 1994, on n'y trouve plus qu'un berger tunisien et « l'église est ouverte aux quatre vents ». En 2017, seuls les restes de l'église subsistent.